# Die Linke
Pour les articles homonymes, voir Gauche.
Pour les autres articles nationaux ou selon les autres juridictions, voir La Gauche.

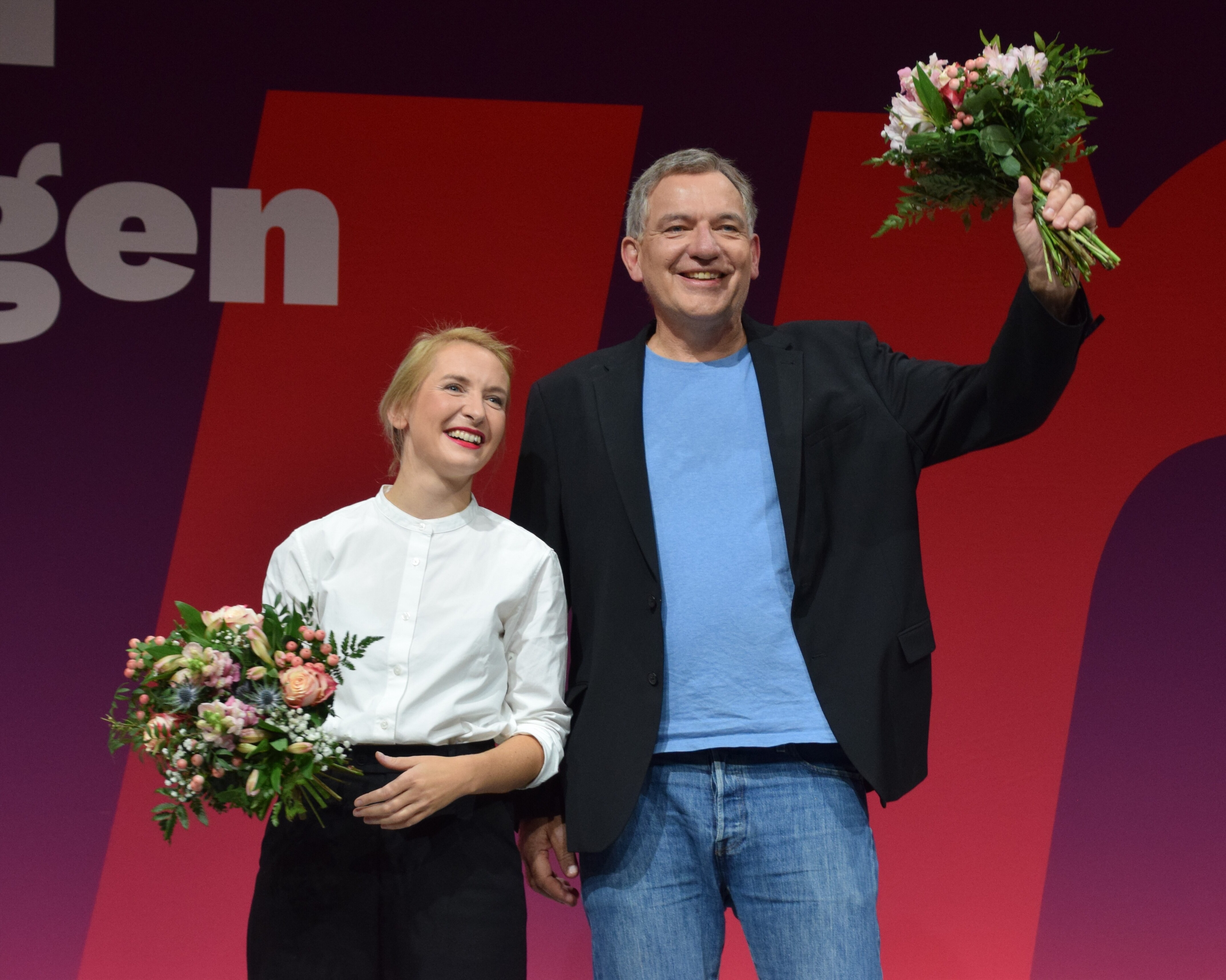
Ines Schwerdtner et Jan van Aken, coprésidents du parti élus en 2024.

Die Linke, en français « La Gauche », est un parti politique allemand né de la fusion le 15 juin 2007 du Parti du socialisme démocratique (ex-Parti socialiste unifié d'Allemagne, qui était le parti officiel de la République démocratique allemande) et de l'Alternative électorale travail et justice sociale.
Depuis 2024, ses dirigeants sont Ines Schwerdtner et Jan van Aken. Die Linke se différencie des autres partis de gauche siégeant au Bundestag (le Parti social-démocrate d'Allemagne (SPD) et l'Alliance 90/Les Verts) par sa ligne politique antilibérale et prônant un socialisme démocratique.
En septembre 2009, le parti revendique 78 046 membres, dont 39,2 % de femmes. Après une percée aux élections fédérales de septembre 2009, il porte sa représentation au Bundestag à 76 députés sur 614, contre 53 précédemment. Les bastions électoraux du parti sont plutôt situés dans les régions orientales de l'Allemagne, qui formaient la République démocratique allemande (RDA), mais il trouve aussi suffisamment d'électeurs dans l'ex-Allemagne de l'Ouest pour siéger dans les parlements régionaux de ses Länder. Après sa montée en puissance à la fin des années 2000, le parti essuie plusieurs revers électoraux depuis 2010,.
Au niveau international, Die Linke est membre du Parti de la gauche européenne et du Forum pour une nouvelle gauche européenne (NELF) et siège au Parlement européen dans le Groupe de la Gauche au Parlement européen, dont Martin Schirdewan et Manon Aubry sont co-présidents.
Die Linke promeut l'anticapitalisme, l'antifascisme et l'antimilitarisme. Il est neutre sur l'intégration européenne et il est le parti le plus à gauche représenté au Bundestag.

## Histoire

### Alliance PDS-WASG

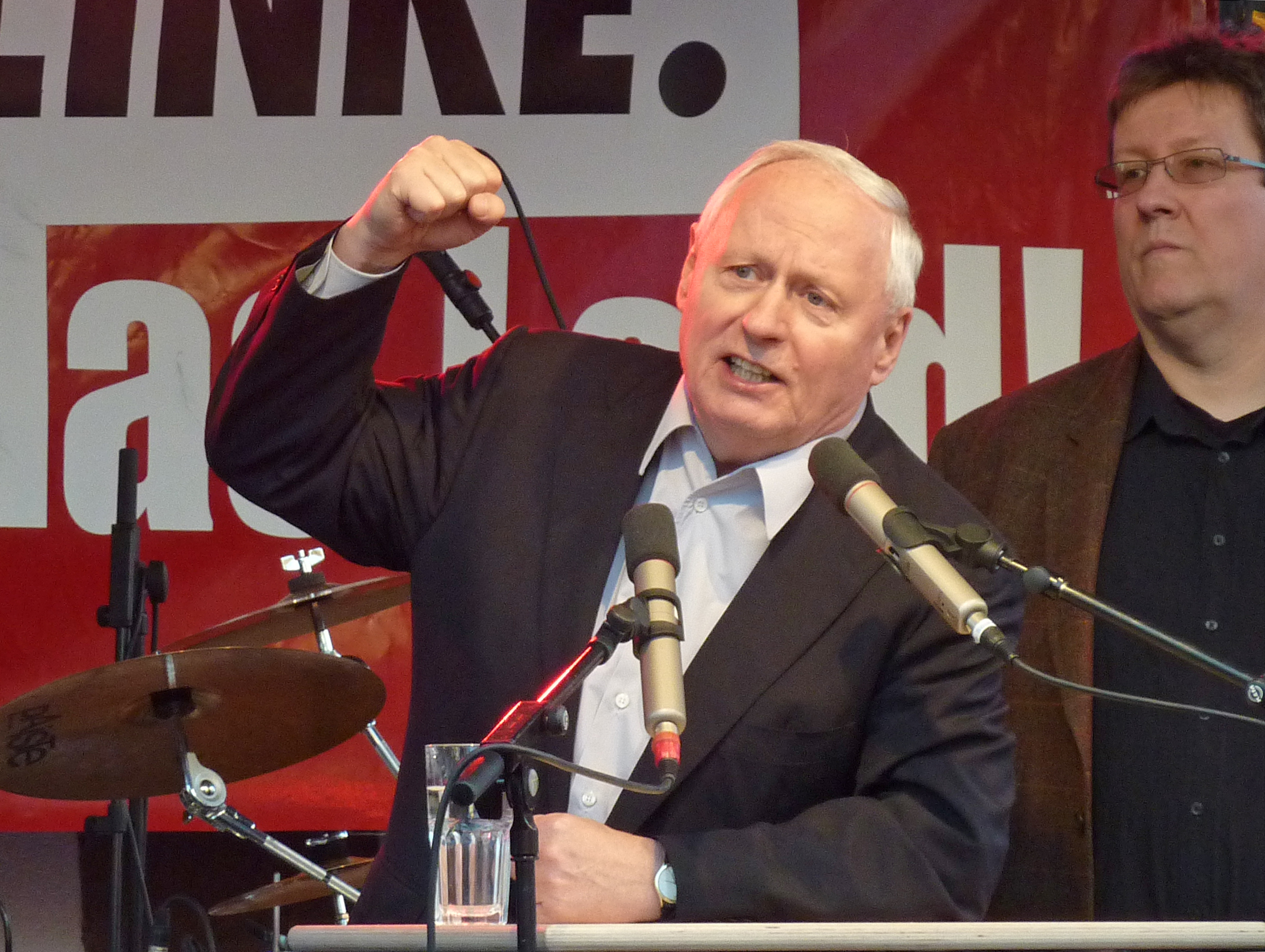
Oskar Lafontaine quitte le SPD pour diriger le Linkspartei en 2005.

Die Linke procède au départ d'un accord de non-concurrence entre le PDS, successeur du Parti socialiste unifié d'Allemagne de l'ex-RDA et la WASG, scission du SPD, en vue des élections fédérales allemandes de 2005.
En juillet 2005, cet accord se concrétise en alliance et reçoit le renfort d'Oskar Lafontaine, qui quitte le SPD, ainsi que l'appui de plusieurs syndicalistes (IG Metall et ver.di). Pour symboliser la nouvelle relation, le PDS changea son nom en Parti de gauche (Linkspartei) avec l'usage optionnel des lettres « PDS » laissé à la discrétion des fédérations régionales. La nouvelle coalition permanente ainsi formée prend le nom de Die Linke.PDS. Cette stratégie permettra à ses listes de rassembler 8,7 % des suffrages exprimés lors des élections fédérales allemandes de 2005, et de pourvoir 54 des 622 sièges du Bundestag, juste devant l'Alliance 90/Les Verts mais derrière le FDP. Ces bons résultats valent à Die Linke des commentaires généralement très hostiles de la presse allemande. Les activités du parti sont placées sous surveillance policière.
L'irruption de cette nouvelle force au sein de l'échiquier politique allemand sème le trouble durant les jours suivant l'élection, le SPD du chancelier fédéral sortant Gerhard Schröder et l'Union chrétienne-démocrate (CDU, droite) d'Angela Merkel se retrouvant au coude à coude, sans qu'aucune des deux coalitions traditionnelles noire-jaune ou rouge-verte ne puisse être formée. Techniquement parlant, la configuration théorique Verts + sociaux-démocrates + Die Linke possède une majorité absolue. Mais l'idée même de cette alliance de toute la gauche allemande est balayée d'un revers de la main par le SPD, qui voit Die Linke comme un parti contestataire et populiste, successeur direct du SED, le parti d'État de la RDA, vis-à-vis duquel Die Linke se montre pourtant très critique. Les dirigeants de la CDU et du SPD finissent par se mettre d'accord pour former une grande coalition dirigée par Merkel le temps de la législature, alors même que le Bundestag est majoritairement à gauche.
Aux élections du Land de Brême le 13 mai 2007, l'alliance Die Linke.PDS a passé pour la première fois la barre des 5 % dans une élection régionale en Allemagne de l’Ouest avec 8,4 % (+6,7 %), profitant de la défiance envers les deux partis de la coalition gouvernementale. Il confirme ainsi son implantation électorale dans l'ouest de l'Allemagne, où le PDS a toujours été marginal.
La formation de Die Linke est analogue à l'alliance politique française le Front de Gauche fondée à l'origine par le Parti communiste français (PCF), le Parti de gauche créé par des déçus de la libéralisation du Parti socialiste (PS), et la Gauche unitaire (GU) créé par d'anciens militants de la Ligue communiste révolutionnaire (LCR).

### Fondation

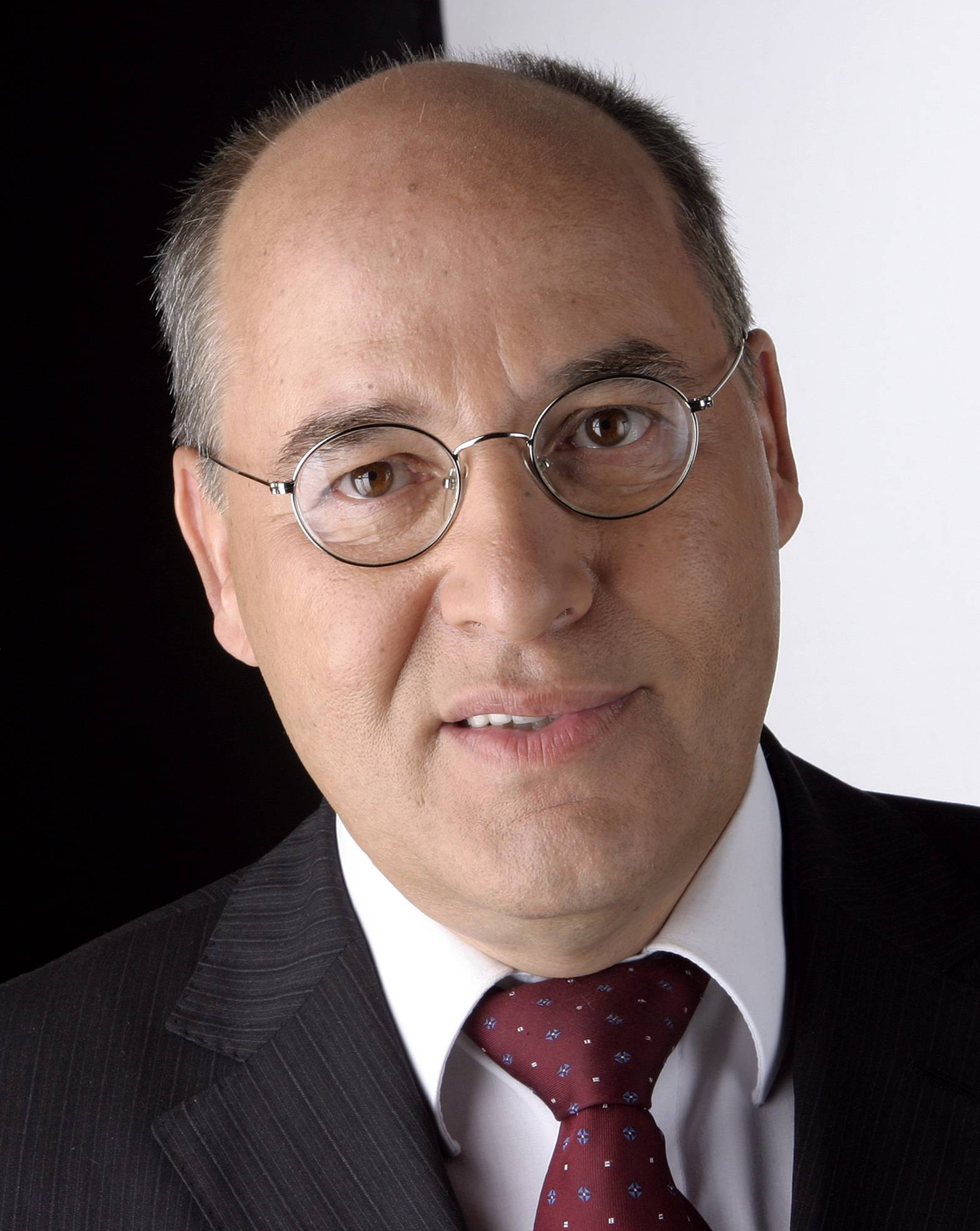
Gregor Gysi, dirigeant historique du PDS (2005).

Du 30 mars au 18 mai 2007, les membres des deux formations (soit environ 72 000 personnes) étaient invités à se prononcer pour ou contre la dissolution du Linkspartei (ex-PDS) et de la WASG dans un seul et même parti. Les résultats furent sans appel :
- 83,9 % des membres de la WASG se prononcent en faveur de la fusion (15,1 % contre), avec un taux de participation de 49,8 %.
- 96,9 % des membres du Linkspartei sont favorables à la fusion (3,1 % contre), avec un taux de participation de 82,6 %.

Le 16 juin 2007, Die Linke voit réellement le jour en tant que parti politique au terme d'un grand congrès fondateur (la fusion est définitivement entérinée par les délégués des deux partis) organisé à Berlin et auxquels prirent part de nombreux invités en provenance de toute l'Europe (et notamment les Français Jean-Luc Mélenchon et Clémentine Autain). Lothar Bisky et Oskar Lafontaine en sont désignés coprésidents. D'après son coprésident Lothar Bisky, environ 55 000 membres du nouveau parti étaient membres du Parti socialiste unifié d'Allemagne (SED) avant la réunification.

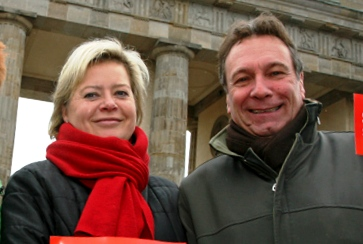
Gesine Lötzsch et Klaus Ernst, coprésidents du parti entre 2010 et 2012.

De 2005 à 2009, le parti dispose d'un groupe de 53 députés au Bundestag (54 avant que Gert Winkelmeier (de) ne quitte le groupe en février 2006 à la suite de sa mise en cause dans une affaire de corruption), 161 députés des parlements régionaux, 179 maires, environ 5 500 élus municipaux. Il obtient aussi 8 députés européens aux élections européennes de 2009.
Durant la campagne pour les élections fédérales de 2009, les sondages relatifs vont lui donner jusqu'à environ 10 à 14 % d'intentions de vote, alors même que le SPD est en chute libre, mis en difficulté par son alliance avec la CDU de la chancelière Angela Merkel. Die Linke semble percer dans les territoires d'Allemagne de l'Ouest jusque-là hostiles au PDS, comme le confirme par la suite les résultats des élections régionales de Basse-Saxe et de Hesse, le 27 janvier 2008 : Die Linke obtient respectivement 7,1 % et 5,1 % des voix, ce qui lui permet d'entrer dans les parlements régionaux (Landtag) des deux Länder. Cette tendance se confirme le 24 février 2008 avec l'entrée réussie de Die Linke dans le parlement du Land de Hambourg, avec 6,5 % des voix. En revanche, le 28 septembre 2008, le parti rate son entrée dans le Landtag de Bavière, avec 4,3 % des suffrages exprimés dans ce Land historiquement dominé par les chrétiens-démocrates de la CSU. Alors même que les députés régionaux de Die Linke et ceux du Parti social-démocrate sont majoritaires dans le Landtag de Hesse, les membres les plus à droite du SPD refusent de s'allier à Die Linke, qui y est pourtant favorable, et laissent s'installer un gouvernement minoritaire dominé par la CDU. Les sociaux-démocrates ne parvenant pas à définir leur position, le Landtag est dissous et des élections anticipées ont lieu le 18 janvier 2009. Die Linke maintient ses positions avec 5,4 % des suffrages exprimés et conserve ses six sièges, tandis que le SPD s'effondre en perdant treize points : la majorité bascule à droite et une coalition noire-jaune est formée. L'absence de clarté dans la stratégie d'alliance du SPD aura été la principale cause de ce nouvel échec de retour de la gauche allemande aux affaires. Le SPD rechigne en effet à s'allier avec un parti dont l'attitude à l'égard du régime de la RDA reste équivoque. Ainsi lors des commémorations pour la construction du mur de Berlin qui ont lieu en 2011, un journal de jeunes du parti Die Linke titre sur une apologie du mur, saluant sa contribution à la paix et aux droits sociaux, le tout illustré par des soldats faisant la garde lors de la construction du mur,.

### Régionales de 2009
Lors des élections régionales du 30 août 2009, Die Linke réalise une percée dans le Land de la Sarre, où Oskar Lafontaine en personne mène la liste de son parti. Profitant de son statut d'ancien ministre-président de ce Land de l'ouest, il rassemble 21,3 % des suffrages exprimés, soit 19 points de plus que la liste PDS en 2004. Cette percée phénoménale relance la campagne de Die Linke à un mois des élections fédérales. En Saxe et en Thuringe, deux de ses principaux fiefs d'Allemagne de l'est, Die Linke reste la deuxième force politique après la CDU, avec respectivement 20,6 % (-3) et 27,4 % (+1,3) des suffrages exprimés.

### Élections fédérales: au-dessus des 10%
En rassemblant 11,9 % des suffrages exprimés et 76 élus à l'issue des élections fédérales de 2009, Die Linke bat de nouveaux records. Avec un million d'électeurs supplémentaires, le parti confirme et devient la quatrième force politique nationale, distancé par le FDP mais distançant lui-même nettement les Verts. Die Linke obtient également seize mandats directs, ce qui constitue un nouveau record : jamais un parti autre que le SPD et la CDU-CSU n'avait obtenu autant de sièges au scrutin majoritaire jusqu'à maintenant. Lors des élections régionales organisées le même jour, Die Linke fait son entrée dans le Landtag du Schleswig-Holstein avec 6 % des voix (+5,2) et maintient sa position de seconde force politique dans celui du Brandebourg avec 27,2 % (-0,8).
Il participe actuellement à une coalitions régionales : dans le Brandebourg avec les sociaux-démocrates de Matthias Platzeck. Il a également longtemps été le partenaire de coalition du SPD à Berlin, avant que le tandem formé par les deux partis ne perde la majorité, entrainant la formation d'une grande coalition (SPD-CDU). Cette alliance avec le SPD à Berlin a entrainé des critiques d'une partie de la gauche radicale. La direction du parti défend au contraire les succès obtenus : la mise en place d’un grand secteur d’emplois financés par les fonds publics ; le fait que la ville ne fait travailler que des entreprises payant un salaire horaire minimal de 7,50 euros ; l’insertion dans la Constitution de la possibilité d’organiser des référendums, y compris d’initiative populaire ; la gratuité des places en jardin d’enfants ; la non-privatisation de la Caisse d’épargne de Berlin, comme de toute autre caisse publique de prévoyance.
Lors de son congrès fédéral du 16 mai 2010, tenu à Rostock, le parti élit Gesine Lötzsch, ancienne du PDS, et Klaus Ernst, fondateur de la WASG, comme nouveaux coprésidents, avec respectivement 92,8 % et 74,9 % des voix des délégués.

### Régionales partielles 2011: amorce d'un recul électoral
Les élections régionales partielles de mars 2011 ont montré que les succès électoraux de Die Linke restent extrêmement fragiles. En Rhénanie-Palatinat, Die Linke est retombé lourdement, de 9,4 % en 2009 à 3,1 % en 2011. En Bade-Wurtemberg, le parti a chuté de 7,2 % en 2009 à 2,8 % en 2011. À la suite de la catastrophe de Fukushima au Japon en mars 2011, il a réaffirmé son attachement à une sortie immédiate de l'Allemagne du nucléaire. Ce faisant, le rappel de cette position ne lui pas profité électoralement. Même s'il est difficile de faire projections fiables (la création de ce parti politique est récente), il n'en demeure pas moins que les succès électoraux initiaux de die Linke sont fragiles. Cette formation politique éprouve des difficultés à s'implanter localement. À Berlin, où il cogère la ville-région avec le SPD, ses composantes ont déjà enregistré un recul électoral, passant de 11,7 % à 4,6 %.

### Régionales de 2012 (Rhénanie-du-Nord-Westphalie): confirmation du net recul de Die Linke
Les élections régionales de mai 2012 en Rhénanie-du-Nord-Westphalie ont confirmé le net recul de Die Linke. C'est un échec d'autant plus significatif qu'il s'agit du Land le plus peuplé d’Allemagne avec environ 18 millions d’habitants. Die Linke s’est effondrée en passant de 5,6 % à 2,5 %, ce qui représente un tiers de voix en moins que la somme des résultats de ses composantes fondatrices aux élections régionales de 2005. On constate que le parti peine à s'implanter.

### Crise interne et renouvellement de la présidence

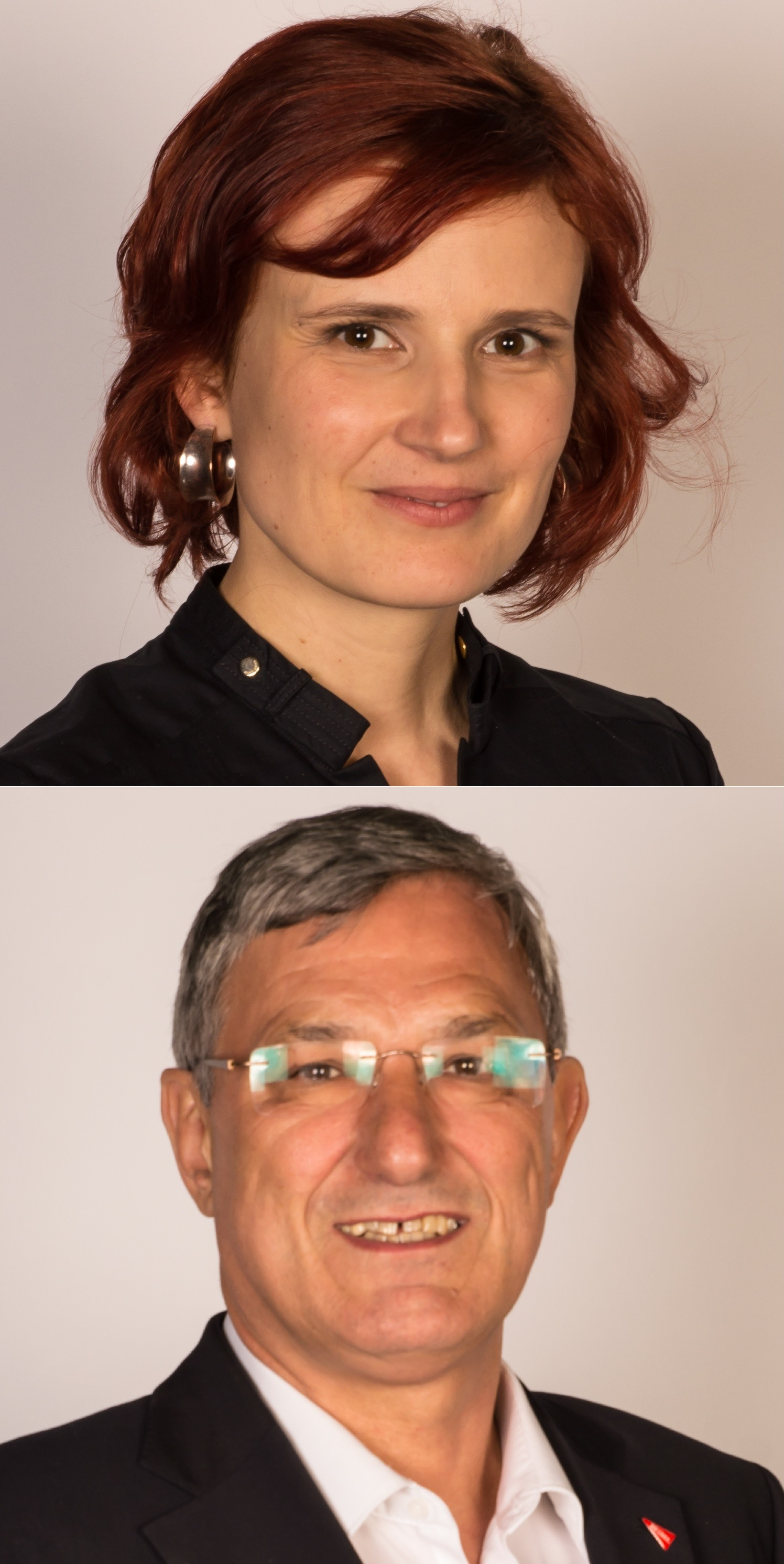
Katja Kipping et Bernd Riexinger, coprésidents du parti, en 2014.

À compter de 2010, Die Linke connaît d'importantes dissensions internes qui font entrer le parti en crise. Cette crise est aggravée lorsque Die Linke perd ses élus dans les Landtage du Schleswig-Holstein et de la Rhénanie-du-Nord-Westphalie en 2012.
Pour tenter de résoudre cette crise opposant essentiellement les militants de l'ex-PDS, à l'est, où le parti dispose de ses principaux soutiens électoraux, et ceux de l'ex-WASG, à l'ouest, plus radicaux, deux congrès sont organisés. En octobre 2011, le congrès d'Erfurt permet l'adoption d'un programme validé par l'écrasante majorité des délégués présents. Plusieurs mois plus tard, en juin 2012, le Congrès de Göttingen permet l'élection d'une nouvelle coprésidence. Katja Kipping, 34 ans, militante dans la Saxe et ancienne militante du PDS, est élue coprésidente au côté de Bernd Riexinger, 57 ans, issu de l'ancienne WASG et militant dans le Bade-Wurtemberg, à l'ouest. L'élection de Riexinger, figure de l'aile gauche du parti a constitué une surprise : avec 53 % des voix, il a défait le modéré Dietmar Bartsch, activement soutenu par plusieurs responsables importants de l'ancien PDS.

### Élections fédérales allemandes de 2013: échec de la gauche
Les élections de 2013 sont une victoire pour la CDU/CSU (la troisième consécutive après 2005 et 2009) et un échec pour la gauche, le SPD obtenant 27,9 % et Die Linke perdant quant à elle 3,3 points par rapport aux dernières élections, mais devenant toutefois la troisième force politique du pays avec 8,6 % en dépassant de 0,2 points les Verts (mais reste loin des grands partis, le SPD et le CDU, respectivement à 27,9 et 41,5).

### Élections fédérales allemandes de 2021: sous la barre des 5%
Les élections de 2021 sont une défaite considérable pour le parti. Mené par Dietmar Bartsch et Janine Wissler, Die Linke n'obtient que 4,89 % des voix. Le nombre de députés est divisé par deux par rapport à la précédente législature, et le parti ne participe pas au gouvernement d'Olaf Scholz.
Dans la plupart des suffrages, Die Linke est dépassé par le parti d'extrême droite AfD, et montre la difficulté de la gauche radicale allemande à parler aux classes populaires (notamment dans l'ancienne Allemagne de l'Est) et aux jeunes électeurs. Il est également pointé que le parti manque de leadership, et est sujet à des divisions internes.
Aux élections européennes de 2024, Die Linke obtient seulement 2,7 % des voix, devancé par Alliance Sahra Wagenknecht - Pour la raison et la justice, le parti de gauche radicale « anti-immigrés », qui atteint 6,2 %.

### Élections fédérales allemandes de 2025: regain électoral sous le signe de l’antifascisme
En amont des élections fédérales de 2025, le parti fait campagne sur la question sociale, dont il s'était quelque peu éloigné les années précédentes,,. Le parti demande des prix de l'énergie socialement différenciés, un plafonnement des loyers à l'échelon national, la taxation des riches et un forfait à 9 euros pour voyager en train dans toute l'Allemagne,. Le parti organise également des permanences pour conseiller les petits budgets : les frais de chauffage ou les décomptes de charge,. Die Linke investit ainsi des sujets négligés par les autres partis dans une campagne dominée par les questions de sécurité, d'immigration et de politique économique,. Ce positionnement lui permet d'occuper un espace laissé vacant à gauche et d'enregistrer des milliers d'adhésions, notamment de jeunes verts, déçus par la ligne droitière de Robert Habeck,. « Les Verts, dans la perspective d’une participation au gouvernement, ont fait quelques compromis sur l’asile et l’immigration », note encore le politologue Hendrik Hansen (de). « Conséquence : Die Linke est le seul parti clairement pro-immigration ». « Une position sans concession qui séduit les jeunes électeurs urbains », selon Le Figaro. Cette ligne « clairement en faveur de l’immigration » joue un rôle dans le « rebond » du parti dans les intentions de vote (en), abonde Les Échos. 
Sur la forme, le parti mène une campagne d'ampleur sur le terrain avec 600 000 visites à domicile en trois mois. Il développe également une présence massive sur les réseaux sociaux,. Ces deux approches sont pensées comme complémentaires. « Le parti a gagné 30 000 adhérents dans cette campagne grâce à une forte présence sur les réseaux sociaux auprès des jeunes électeurs », relève  Achim Goerres (de), professeur à l'Institut de science politique de Duisburg-Essen. « Grâce à un investissement massif dans les réseaux sociaux, Die Linke a réussi à reconquérir une partie des électeurs qui l’avait abandonné au profit du BSW et à en gagner de nouveaux qui avaient quitté la politique », poursuit l'historien et politologue, spécialiste de l'Allemagne et des extrémismes, Patrick Moreau. « Ce sont les réseaux sociaux qui ont contribué à cette résurrection », renchérit Les Échos.
La remontée spectaculaire de Die Linke tient enfin à la personnalité charismatique et aux prises de parole passionnées de sa co-tête de liste nationale, Heidi Reichinnek,,. Donné sous les 5 % jusque vers la fin janvier 2025, Die Linke fait un bond dans les sondages (jusqu'à atteindre 8 %) après la diffusion sur TikTok d'un discours antifasciste de Heidi Reichinnek, dénonçant la rupture du cordon sanitaire par la CDU qui a fait adopter une motion non contraignante sur l'immigration avec les voix de l'AfD,,,. Le discours est vu 30 millions de fois, dont près de 7 millions sur TikTok,. 
Le parti recueille 8,8 % des voix à l'issue du scrutin, soit presque deux fois plus qu'en 2021,. Die Linke arrive en tête auprès des 18-24 ans (25 %, 17 points de plus qu'en 2021), devant l'AfD (21 %, + 14 points). « Nous avons obtenu nos meilleurs résultats chez les jeunes femmes, avec 35 % des voix », se réjouit le 24 février Heidi Reichinnek.  Le parti décroche même la première place dans l'État de Berlin avec 19,9 %. Pour la première fois de son histoire, le parti remporte une circonscription ouest-allemande, celle de Neukölln où Ferat Koçak recueille 30,0 % des suffrages. Die Linke progresse fortement en zone urbaine, mais ne parvient cependant pas à retrouver ses scores des décennies 2000 et 2010 dans les zones industrielles de l'ex-Allemagne de l'Est. Raphaël Charlet met ainsi en parallèle la structure du vote en faveur de Die Linke lors de ce scrutin avec celle d'autres mouvements de la gauche radicale européenne, à l'instar de LFI en France, ou de Sumar et de Podemos en Espagne.

## Idéologie
Die Linke se réclame du socialisme démocratique,, qui constituerait une alternative au système capitaliste ; ce dernier et son développement libéral sont dénoncés. Elle est également antifasciste et antimilitariste. Conçue comme une plate-forme politique luttant contre la mondialisation, Die Linke est composé de plusieurs courants, allant des communistes à l'aile gauche de la social-démocratie[réf. nécessaire].
Les médias et les politologues se sont demandé si Die Linke devait être considérée comme extrémiste par nature. Des médias comme la BBC, The Guardian, Euronews, et Der Spiegel ont qualifié le parti d'extrême gauche, tandis que Europe 1 le considère comme de gauche radicale. Parmi les universitaires, il existe un consensus général sur le fait qu'au moins certaines factions du parti sont extrémistes ; cependant, le politologue Richard Stöss (en) déclare qu'ils représentent moins de dix pour cent des membres du parti et qu'ils se disputent les ressources entre eux, et qu'il y a peu de risque que ces groupes deviennent dominants et exercent une influence majeure sur la direction et la plate-forme du parti. Eckhard Jesse (en) déclare que, bien que Die Linke accepte beaucoup plus la Loi fondamentale que des partis comme le Parti national-démocrate d'Allemagne, la présence de ses factions extrémistes signifie que le parti représente dans l'ensemble un « extrémisme de gauche doux ».
Die Linke a également été qualifiée de populiste de gauche par des chercheurs tels que Cas Mudde et Tilman Mayer. Florian Hartleb déclare que le parti est « social-populiste ». Selon Frank Decker, le parti sous la direction d'Oskar Lafontaine pourrait être qualifié de populiste de gauche. En 2011, la députée du Bundestag et plus tard co-présidente du parti, Katja Kipping, a déclaré qu'elle pensait que Die Linke avait besoin « d'une double stratégie [de] restructuration socio-écologique et d'un populisme de gauche » pour devenir attrayante pour les électeurs. Elle a précisé : « Le populisme de gauche signifie cibler ceux qui sont marginalisés dans notre société d'une manière ciblée et pointue ».
En mars 2007, au cours du congrès commun du Linkspartei (nouveau nom du PDS) et de la WASG, un document exposant des principes politiques a été convenu. Il inclut des lignes directrices allant dans le sens de réformes du marché du travail et des politiques budgétaires, prônant plus de solidarité et plus de codétermination pour les travailleurs, la redistribution des richesses par différents moyens (y compris les hausses d'impôt pour les entreprises et les grandes entreprises), la fin des privatisations et l'instauration d'un salaire minimum.
Concernant la politique étrangère, Die Linke se félicite du processus d'intégration européenne, tout en s'opposant à toutes les formes de militarisme croissant dans le climat politique actuel et les politiques axées sur le marché de l'Union européenne. Elle en appelle à la démocratisation des institutions de l'UE et à un renforcement du rôle de l'Organisation des Nations unies dans la politique internationale.
En 2023, le politologue de l'université de Kassel, Wolfgang Schröder, avance que l'électorat de Die Linke a été « laminé » depuis que « les questions socio-économiques ont été éclipsées par les questions socioculturelles ».
L'association manifeste le 18 février 2023 avec Attac-Allemagne à Munich pour protester contre l'invasion de l'Ukraine par la Russie ainsi que contre l'impérialisme de l'OTAN, demandant l'ouverture d'une négociation immédiate entre les deux partis, les manifestants ayant peur que ce bellicisme ambiant ne débouche sur un conflit mondial généralisé,.

### Positionnement politique
Die Linke est généralement considérée comme un parti de gauche ou d'extrême gauche,,,,,,,,,. De type attrape-tout, le parti est parfois considéré comme faisant partie du camp du « centre gauche » allemand,. Il est considéré comme un parti populiste de gauche par certains chercheurs.
L'Office fédéral de protection de la constitution (Verfassungsschutz) de Basse-Saxe estime que l'évolution des discours et des membres du parti ne permet plus de les soupçonner de vouloir remettre en cause l'État de droit démocratique ; il surveille certaines de ses factions internes les plus radicales, telles que la Plate-forme communiste (en) et la Gauche socialiste (en), en raison de tendances extrémistes, tout comme le font les autorités constitutionnelles de certains États.

## Fonctionnement et structure
Les membres de Die Linke sont organisés dans 16 sections régionales et 326 sections locales. Le parti est dirigé au niveau national par un directoire de 44 membres composé de manière paritaire de membres du PDS et de membres de la WASG. Susanne Hennig-Wellsow et Janine Wissler coprésident le parti avec des pouvoirs équivalents. Ils sont soutenus par quatre suppléants et six membres du directoire chargés de la gestion du parti. Tous les parlements régionaux dans lesquels Die Linke est présente sont couverts par des députés du parti.
Die Linke a une association de jeunes, Linksjugend ['solid], et une association universitaire, DIE LINKE.SDS.
Le siège de Die Linke se trouve à Berlin, dans la maison Karl-Liebknecht, ancien siège du PDS. Ce bâtiment est classé monument historique depuis 1977.

### Liste des co-présidents
| Titulaires | Titulaires             | Titulaires       | Début           | Fin             |
| ---------- | ---------------------- | ---------------- | --------------- | --------------- |
| 1          | Lothar Bisky           | Oskar Lafontaine | 16 juin 2007    | 15 mai 2010     |
| 2          | Gesine Lötzsch         | Klaus Ernst      | 15 mai 2010     | 2 juin 2012     |
| 3          | Katja Kipping          | Bernd Riexinger  | 2 juin 2012     | 27 février 2021 |
| 4          | Susanne Hennig-Wellsow | Janine Wissler   | 27 février 2021 | 20 avril 2022   |
| 4          | Vacant                 | Janine Wissler   | 20 avril 2022   | 25 juin 2022    |
| 5          | Martin Schirdewan      | Janine Wissler   | 25 juin 2022    | 19 octobre 2024 |
| 6          | Ines Schwerdtner       | Jan van Aken     | 19 octobre 2024 | En fonction     |

### Courants et tendances
Les statuts de Die Linke permettent à ses adhérents de se regrouper en sein de courants internes. Le parti en compte actuellement un certain nombre, le plus souvent évoqués comme des plates-formes ou des forums.
- La « Gauche anticapitaliste » (Antikapitalistische Linke) critique l'idée d'une participation de Die Linke aux gouvernements de coalition locaux ou nationaux. Ses membres estiment que la participation ou le soutien de Die Linke à un gouvernement doit être subordonné à une série d'exigences minimales (moratoire sur les privatisations, sur les coupes dans les dépenses sociales, etc.). Comme son nom l'indique, ce courant a pour ambition d'orienter le parti vers la dénonciation du système capitaliste sous toutes ses formes. Ses principaux animateurs sont Sahra Wagenknecht, Tobias Pflüger, Cornelia Hirsch et Ulla Jelpke.
- La « Plateforme communiste » (Kommunistische Plattform, KPF) était à l'origine une tendance du PDS. Elle est moins critique à l'égard de République démocratique allemande que d'autres groupes, et promeut l'orthodoxie marxiste dans le cadre des débats. L'objectif stratégique de la KPF est « la construction d'une nouvelle société socialiste, utilisant les expériences positives du socialisme réel tout en tirant des leçons de ses erreurs »[81]. Sa fondatrice n'est autre que Sahra Wagenknecht, membre du Comité national du parti. La plate-forme comptait environ 850 membres en 2007, soit environ 1 % de l'ensemble des adhérents de Die Linke[82].
- Le « Forum socialisme démocratique » (Forum Demokratischer Sozialismus) est une autre fraction issue du PDS. Il soutient les projets d'alliance avec le Parti social-démocrate. Il est proche du « Réseau de la gauche réformiste ».
- La « Gauche émancipatrice » (Emanzipatorische Linke, Ema.Li) est un courant se réclamant du socialisme libertaire. Il prône une société décentralisée et un soutien accru aux mouvements sociaux. Sa principale porte-parole est Katja Kipping, et la plupart de ses animateurs sont issus de la branche saxonne du parti.
- Le « Réseau de la gauche réformiste » (Netzwerk Reformlinke) a été initialement formé en 2003 comme une tendance interne au PDS. Promouvant un positionnement social-démocrate, le Réseau soutient la coopération avec le SPD et les Verts. Sa principale animatrice est Petra Pau.
- La « Gauche socialiste » (Sozialistische Linke), créée en août 2006, rassemble l'aile gauche des socialistes et la tendance réformiste du communisme. Ses membres prônent une liaison étroite avec le syndicalisme et le mouvement ouvrier. Beaucoup de dirigeants de la Gauche socialiste sont d'anciens membres de la WASG. Ce courant a des contacts privilégiés avec le Parti socialiste néerlandais et avec le Parti de la refondation communiste italien.

Outre les principales plates-formes, un certain nombre de groupements de la gauche radicale ont rejoint Die Linke lors de sa fondation, notamment Linksruck (maintenant connue sous le nom de Marx21). Plusieurs membres de l'Alternative socialiste ont aussi fait part de leur souhait d'adhésion, mais la demande d'adhésion de Lucy Redler (en) et d'autres personnalités issues de ce mouvement a fait l'objet d'une importante controverse. D'autres organisations, comme le Parti communiste allemand et le Parti marxiste-léniniste d'Allemagne, ont formé des alliances locales avec Die Linke, mais n'ont pas adhéré au parti.

## Controverses
En décembre 2009, plusieurs élus du land de Brandebourg doivent démissionner après des révélations de leur ancienne appartenance à la Stasi, la police politique de la RDA.

## Résultats électoraux

Pourcentage des votes de liste par circonscription lors des élections fédérales de 2009.

### Élections législatives
| Année | Voix      | %    | Mandats  | Rang | Tête(s) de liste                     | Gouvernement |
| ----- | --------- | ---- | -------- | ---- | ------------------------------------ | ------------ |
| 2009  | 5 153 884 | 11,9 | 76 / 622 | 4e   | Gregor Gysi et Oskar Lafontaine      | Opposition   |
| 2013  | 3 752 577 | 8,6  | 64 / 631 | 3e   | Collectif                            | Opposition   |
| 2017  | 4 296 762 | 9,2  | 69 / 709 | 5e   | Sahra Wagenknecht et Dietmar Bartsch | Opposition   |
| 2021  | 2 270 906 | 4,9  | 39 / 736 | 6e   | Janine Wissler et Dietmar Bartsch    | Opposition   |
| 2025  | 4 356 532 | 8,8  | 64 / 630 | 5e   | Jan van Aken et Heidi Reichinnek     | Opposition   |

### Élections dans les Länder

Représentation de die Linke dans les Länder :
à la tête du gouvernement
membre de la coalition gouvernementale
dans l'opposition
aucune représentation

| Année | BW   | BY  | BE   | BB   | HB   | HH  | HE   | MV   | NI   | NW  | RP   | SA   | SN   | ST   | SH  | TH   |
| ----- | ---- | --- | ---- | ---- | ---- | --- | ---- | ---- | ---- | --- | ---- | ---- | ---- | ---- | --- | ---- |
| 2008  |      | 4,3 |      |      |      | 6,4 | 5,1  |      | 7,1  |     |      |      |      |      |     |      |
| 2009  | 27,2 | 4,3 | 5,4  | 21,3 | 20,6 | 6,4 | 6,0  | 27,4 | 7,1  |     |      |      |      |      |     |      |
| 2010  | 27,2 | 4,3 | 5,4  | 21,3 | 20,6 | 6,4 | 6,0  | 27,4 | 7,1  | 5,6 |      |      |      |      |     |      |
| 2011  | 27,2 | 4,3 | 5,4  | 21,3 | 20,6 | 2,8 | 6,0  | 27,4 | 7,1  | 5,6 | 11,7 | 5,8  | 6,4  | 18,4 | 3,0 | 23,7 |
| 2012  | 27,2 | 4,3 | 5,4  | 2,5  | 20,6 | 2,8 | 16,1 | 27,4 | 7,1  | 2,2 | 11,7 | 5,8  | 6,4  | 18,4 | 3,0 | 23,7 |
| 2013  | 27,2 | 2,1 | 5,2  | 2,5  | 20,6 | 2,8 | 16,1 | 27,4 | 3,1  | 2,2 | 11,7 | 5,8  | 6,4  | 18,4 | 3,0 | 23,7 |
| 2014  | 18,6 | 2,1 | 5,2  | 2,5  | 18,9 | 2,8 | 16,1 | 28,1 | 3,1  | 2,2 | 11,7 | 5,8  | 6,4  | 18,4 | 3,0 | 23,7 |
| 2015  | 18,6 | 2,1 | 5,2  | 2,5  | 18,9 | 2,8 | 16,1 | 28,1 | 3,1  | 2,2 | 11,7 | 9,3  | 8,5  | 18,4 | 3,0 | 23,7 |
| 2016  | 18,6 | 2,1 | 5,2  | 2,5  | 18,9 | 2,9 | 16,1 | 28,1 | 3,1  | 2,2 | 15,6 | 9,3  | 8,5  | 13,2 | 2,8 | 16,3 |
| 2017  | 18,6 | 2,1 | 5,2  | 4,6  | 18,9 | 2,9 | 4,9  | 28,1 | 12,9 | 3,8 | 15,6 | 9,3  | 8,5  | 13,2 | 2,8 | 16,3 |
| 2018  | 18,6 | 3,2 | 6,3  | 4,6  | 18,9 | 2,9 | 4,9  | 28,1 | 12,9 | 3,8 | 15,6 | 9,3  | 8,5  | 13,2 | 2,8 | 16,3 |
| 2019  | 10,7 | 3,2 | 6,3  | 4,6  | 11,3 | 2,9 | 4,9  | 10,3 | 12,9 | 3,8 | 15,6 | 31   | 8,5  | 13,2 | 2,8 | 16,3 |
| 2020  | 10,7 | 3,2 | 6,3  | 4,6  | 11,3 | 2,9 | 4,9  | 10,3 | 12,9 | 3,8 | 15,6 | 31   | 9,1  | 13,2 | 2,8 | 16,3 |
| 2021  | 10,7 | 3,2 | 6,3  | 4,6  | 11,3 | 3,6 | 4,9  | 10,3 | 12,9 | 3,8 | 14,1 | 31   | 9,1  | 9,9  | 2,5 | 11,0 |
| 2022  | 10,7 | 3,2 | 6,3  | 2,7  | 11,3 | 3,6 | 2,1  | 10,3 | 2,6  | 1,7 | 14,1 | 31   | 9,1  | 9,9  | 2,5 | 11,0 |
| 2023  | 10,7 | 1,5 | 12,2 | 2,7  | 10,9 | 3,6 | 2,1  | 10,3 | 2,6  | 1,7 | 3,1  | 31   | 9,1  | 9,9  | 2,5 | 11,0 |
| 2024  | 3,0  | 1,5 | 12,2 | 2,7  | 10,9 | 3,6 | 2,1  | 4,5  | 2,6  | 1,7 | 3,1  | 13,1 | 9,1  | 9,9  | 2,5 | 11,0 |
| 2025  | 3,0  | 1,5 | 12,2 | 2,7  | 10,9 | 3,6 | 2,1  | 4,5  | 2,6  | 1,7 | 3,1  | 13,1 | 11,2 | 9,9  | 2,5 | 11,0 |

#### Bade-Wurtemberg[88]
| Année | %    | Sièges  | Position | Gouvernement        |
| ----- | ---- | ------- | -------- | ------------------- |
| 2011  | 2,80 | 0 / 138 | 5e       | Extra-parlementaire |
| 2016  | 2,91 | 0 / 143 | 6e       | Extra-parlementaire |
| 2021  | 3,57 | 0 / 154 | 6e       | Extra-parlementaire |

#### Basse-Saxe[89]
| Année | %   | Sièges   | Position | Gouvernement        |
| ----- | --- | -------- | -------- | ------------------- |
| 2008  | 7,1 | 11 / 152 | 5e       | Opposition          |
| 2013  | 3,1 | 0 / 137  | 5e       | Extra-parlementaire |
| 2017  | 4,6 | 0 / 137  | 6e       | Extra-parlementaire |
| 2022  | 2,7 | 0 / 146  | 6e       | Extra-parlementaire |

#### Bavière[90]
| Année | %   | Sièges  | Position | Gouvernement        |
| ----- | --- | ------- | -------- | ------------------- |
| 2008  | 4,4 | 0 / 187 | 6e       | Extra-parlementaire |
| 2013  | 2,1 | 0 / 180 | 6e       | Extra-parlementaire |
| 2018  | 3,2 | 0 / 205 | 7e       | Extra-parlementaire |
| 2023  | 1,5 | 0 / 203 | 8e       | Extra-parlementaire |

#### Berlin
| Année | Voix    | %     | Sièges   | Position | Gouvernement |
| ----- | ------- | ----- | -------- | -------- | ------------ |
| 2011  | 171 050 | 11,71 | 19 / 149 | 4e       | Opposition   |
| 2016  | 255 740 | 15,64 | 27 / 160 | 3e       | Müller II    |
| 2021  | 255 231 | 14,03 | 24 / 147 | 4e       | Giffey       |
| 2023  | 185 119 | 12,20 | 22 / 159 | 4e       | Opposition   |

#### Brandebourg[95]
| Année | %    | Sièges  | Position | Gouvernement          |
| ----- | ---- | ------- | -------- | --------------------- |
| 2009  | 27,2 | 26 / 88 | 2e       | Platzeck III Woidke I |
| 2014  | 18,6 | 17 / 88 | 3e       | Woidke II             |
| 2019  | 10,7 | 10 / 88 | 5e       | Opposition            |
| 2024  | 3,0  | 0 / 88  | 6e       | Extra-parlementaire   |

#### Brême[96]
| Année | %    | Sièges  | Position | Gouvernement    |
| ----- | ---- | ------- | -------- | --------------- |
| 2007  | 8,4  | 7 / 83  | 4e       | Opposition      |
| 2011  | 5,6  | 5 / 83  | 4e       | Opposition      |
| 2015  | 9,5  | 8 / 83  | 4e       | Opposition      |
| 2019  | 11,3 | 10 / 84 | 4e       | Bovenschulte I  |
| 2023  | 10,9 | 10 / 87 | 4e       | Bovenschulte II |

#### Hambourg[97]
| Année | Voix    | %     | Sièges   | Position | Gouvernement |  |
| ----- | ------- | ----- | -------- | -------- | ------------ |  |
| 2008  | 324 328 | 6,45  | 8 / 121  | 4e       | Opposition   |  |
| 2011  | 220 428 | 6,40  | 8 / 121  | 5e       | Opposition   |  |
| 2015  | 300 567 | 8,51  | 11 / 121 | 4e       | Opposition   |  |
| 2020  | 368 471 | 9,09  | 13 / 121 | 4e       | Opposition   |  |
| 2025  | 487 729 | 11,17 | 15 / 121 | 4e       | Opposition   |  |

#### Hesse[98]
| Année | %   | Sièges  | Position | Gouvernement        |
| ----- | --- | ------- | -------- | ------------------- |
| 2008  | 5,1 | 6 / 110 | 5e       | Opposition          |
| 2009  | 5,4 | 6 / 118 | 5e       | Opposition          |
| 2013  | 5,2 | 6 / 110 | 4e       | Opposition          |
| 2018  | 6,3 | 9 / 137 | 6e       | Opposition          |
| 2023  | 3,1 | 0 / 133 | 7e       | Extra-parlementaire |

#### Mecklembourg-Poméranie-Occidentale
| Année | Voix    | %     | Sièges  | Position | Gouvernement |
| ----- | ------- | ----- | ------- | -------- | ------------ |
| 2011  | 125 528 | 18,42 | 14 / 71 | 3e       | Opposition   |
| 2016  | 106 256 | 13,18 | 11 / 71 | 4e       | Opposition   |
| 2021  | 90 865  | 9,94  | 9 / 79  | 4e       | Schwesig II  |

#### Rhénanie-du-Nord-Westphalie[102]
| Année | %   | Sièges   | Position | Gouvernement        |
| ----- | --- | -------- | -------- | ------------------- |
| 2010  | 5,6 | 11 / 181 | 5e       | Opposition          |
| 2012  | 2,5 | 0 / 237  | 6e       | Extra-parlementaire |
| 2017  | 4,9 | 0 / 199  | 6e       | Extra-parlementaire |
| 2022  | 2,1 | 0 / 195  | 6e       | Extra-parlementaire |

#### Rhénanie-Palatinat[103]
| Année | %   | Sièges  | Position | Gouvernement        |
| ----- | --- | ------- | -------- | ------------------- |
| 2011  | 3,0 | 0 / 101 | 5e       | Extra-parlementaire |
| 2016  | 2,8 | 0 / 101 | 6e       | Extra-parlementaire |
| 2021  | 2,5 | 0 / 101 | 7e       | Extra-parlementaire |

#### Sarre[104]
| Année | %    | Sièges  | Position | Gouvernement        |
| ----- | ---- | ------- | -------- | ------------------- |
| 2009  | 21,3 | 11 / 51 | 3e       | Opposition          |
| 2012  | 16,1 | 9 / 51  | 3e       | Opposition          |
| 2017  | 12,8 | 7 / 51  | 3e       | Opposition          |
| 2022  | 2,6  | 0 / 51  | 6e       | Extra-parlementaire |

#### Saxe
| Année | Voix    | %     | Sièges   | Position | Gouvernement |
| ----- | ------- | ----- | -------- | -------- | ------------ |
| 2009  | 370 359 | 20,61 | 29 / 132 | 2e       | Opposition   |
| 2014  | 309 581 | 18,91 | 27 / 126 | 2e       | Opposition   |
| 2019  | 224 354 | 10,36 | 14 / 119 | 3e       | Opposition   |
| 2024  | 104 888 | 4,47  | 6 / 120  | 6e       | Opposition   |

#### Saxe-Anhalt
| Année | Voix    | %     | Sièges   | Position | Gouvernement |
| ----- | ------- | ----- | -------- | -------- | ------------ |
| 2011  | 235 011 | 23,65 | 29 / 105 | 2e       | Opposition   |
| 2016  | 183 290 | 16,32 | 16 / 87  | 3e       | Opposition   |
| 2021  | 116 902 | 11,99 | 12 / 97  | 3e       | Opposition   |
| 2026  |         |       | / 97     |          |              |

#### Schleswig-Holstein
| Année | Voix   | %    | Sièges | Position | Gouvernement        |
| ----- | ------ | ---- | ------ | -------- | ------------------- |
| 2009  | 95 764 | 5,97 | 6 / 95 | 5e       | Opposition          |
| 2012  | 29 900 | 2,25 | 0 / 69 | 7e       | Extra-parlementaire |
| 2017  | 55 833 | 3,80 | 0 / 73 | 6e       | Extra-parlementaire |
| 2022  | 23 035 | 1,66 | 0 / 69 | 6e       | Extra-parlementaire |

#### Thuringe
| Année | Voix    | %     | Sièges  | Position | Gouvernement |
| ----- | ------- | ----- | ------- | -------- | ------------ |
| 2009  | 288 915 | 27,40 | 27 / 88 | 2e       | Opposition   |
| 2014  | 265 428 | 28,19 | 28 / 91 | 2e       | Ramelow I    |
| 2019  | 343 780 | 31,02 | 29 / 90 | 1er      | Ramelow II   |
| 2024  | 157 641 | 13,05 | 12 / 88 | 4e       | Opposition   |

### Élections européennes
| Année | Voix      | %    | Mandats | Rang | Tête de liste                    | Groupe  |
| ----- | --------- | ---- | ------- | ---- | -------------------------------- | ------- |
| 2009  | 1 969 239 | 7,48 | 8 / 99  | 5e   | Lothar Bisky                     | GUE/NGL |
| 2014  | 2 167 641 | 7,39 | 7 / 96  | 4e   | Gabriele Zimmer                  | GUE/NGL |
| 2019  | 2 056 010 | 5,50 | 5 / 96  | 5e   | Özlem Demirel Martin Schirdewan  | GUE/NGL |
| 2024  | 1 091 268 | 2,74 | 3 / 96  | 7e   | Martin Schirdewan Carola Rackete | GUE/NGL |